# Азиза Бенани
Азиза Бенани (енгл. Aziza Bennani; Рабат, 1943) је мароканска академка и политичарка.

## Образовање
Рођена је у Рабату, где је студирала на Универзитету Мохамед V. Дипломирала је шпански језик и књижевност и докторирала дисертацијом о Педру Антонију де Аларкону. Такође је докторирала на Универзитету Париз Нантер са дисертацијом о Карлосу Фуентесу.

## Каријера
Била је директорка Одсека за хиспанске студије Универзитета Мухамедија V од 1974. до 1988. Године 1988. је постала декан Факултета књижевности Универзитета Хасан II у Мухамедији.
Била је високи комесар за инвалиде од 1994. и државна секретарка министра за високо образовање у влади Абделатифа Филалија од 1997. до 1998. Године 1998. је именована за амбасадорку Унеска, а 2001. је наследила Соњу Мендијету де Бадару на месту председнице Извршног одбора Унеска.